# Margarete Depner
Margarete Depner (născută Margarete Scherg; n. 22 martie 1885, Brașov, Austro-Ungaria – d. 2 septembrie 1970, Brașov, România) a fost o sculptoriță de etnie germană, pictoriță și ilustratoare a vechilor sași. Este considerată una dintre cele mai de seamă reprezentante ale curentului modern clasic din Transilvania. Lucrările sale se află în colecții și muzee din țară și străinătate, iar comunitatea săsească din Brașov o înscrie la loc de cinste printre personalitățile distinse care o reprezintă.

## Biografie
Descendentă a familiei de industriași Scherg, Margarete Depner s-a născut în Brașov, în 1885. Era fiica cea mare a lui Wilhelm și Julie Scherg, născută Stenner. A mai avut o  soră, Marie (1890–1980), și un frate Wilhelm (1888–1961). Tatăl preluase afacerea cu stofe ale părinților săi și transformase firma în cea mai importantă firmă de textile din Transilvania și a doua cea mai mare fabrică din România în perioada interbelică a secolului XX. Numărul de angajați la acea vreme a fluctuat între 1.400 și 1.900 de persoane.
În 1907, Margarete Scherg s-a căsătorit cu Wilhelm Depner (medic chirurg, a condus o clinică privată de succes pentru chirurgie, ortopedie și ginecologie și a construit una dintre primele clinici cu raze X din țară). Împreună, cei doi au avut trei copii: Thea, născută în 1911, Maja, născută în 1914, cu puțin timp înainte de Primul Război Mondial, și Wilhelm, născut în 1919, după încheierea războiului. 
În perioada interbelică, Margarete Depner și-a perfecționat cunoștințele artistice prin studii autodidacte și s-a remarcat prin angajamentul socio-politic. A fost șefa Asociației Evanghelice pentru Orfani și Protecția Copilului și fondatoarea unui cămin de zi pentru copii. Acesta fost prima instituție de acest gen din România, unde copiii primeau un sprijin special după școală sub supravegherea cadrelor didactice - asemănătoare unei școli de zi cu program afterschool. 
Pe lângă angajamentul social-politic și funcția de mecenat, care este unică în contextul transilvănean, Margarete Depner a devenit, în timp,  si o pictoriță și sculptoriță recunoscută în perioada interbelică. Descoperirea ei artistică a venit în 1933 cu o expoziție cuprinzătoare a lucrărilor ei la Brașov. 
După cel de-al Doilea Război Mondial, condițiile sociale din România s-au schimbat fundamental. În 1948 au avut loc exproprieri generale de proprietăți și mijloace de producție. Acest lucru a afectat fabrica de pânze Scherg, precum și sanatoriul Depner. În timp ce transilvănenii vorbitori de limbă germană erau privilegiați în timpul național-socialismului, populația de limbă germană era acum clasificată drept „fascistă” și era supusă represiunii. Wilhelm Depner a fost, de asemenea, arestat de trei ori în perioada postbelică. Cu toate acestea, s-a bucurat de o bună reputație în rândul autorităților militare sovietice, deoarece activitatea sa politică din 1933 încoace l-a făcut cunoscut ca un antihitlerist. Mulți germani ardeleni au fost evacuați forțat din Brașov, dar familia Depner a decis să rămână în ciuda circumstanțelor nefavorabile.
Margarete Depner a reușit să fie recunoscută ca artistă în Republica Populară România. În 1951, a devenit membră în departamentul de sculptură al Uniunii Artiștilor Plastici din România. Ea a murit pe 2 septembrie 1970 și a fost înmormântată în cimitirul evanghelic din Brașov, lângă soțul ei sub sculptura pe care a creat-o, Femeia ghemuită.

## Legături externe
- de Margarete Depner (1885 - 1970) ; Meisterin des Porträts der Siebenbürgischen Klassischen Moderne, Autor: Lisa Fischer